# Osterfingen
Osterfingen är en ort i kommunen Wilchingen i kantonen Schaffhausen i Schweiz. Den ligger cirka 11,5 kilometer sydväst om Schaffhausen, vid gränsen till Tyskland. Orten har 335 invånare (2023).
Orten var före den 1 januari 2005 en egen kommun, men inkorporerades då i kommunen Wilchingen.